# Мохлос
Мохлос (на гръцки: Μόχλος) е необитаем остров в залива Мирабело в източната част на остров Крит, Гърция. Срещу острова на континента и на разстояние само 150 m се намира и съвременното рибарско село със същото име административно попадащо на територията на ном Ласити.
В бронзовата епоха Мохлос е бил полуостров, свързан със сушата, и тук е имало търговско пристанище.
На острова са разкрити останки от минойската цивилизация. Първите археологически разкопки са проведени през 1908 г., последвани от такива през 1971 г., 1986 г. и 1989-1994 г.
В западната част на Мохлос са открити гробище и гробници от ранноминойския (ок. 2500 – 1950 г. пр.н.е.) до средноминойския период (ок. 1950 – 1550 г. пр.н.е.). В южната част на острова има руини от голямо селище, обитавано през средноминойския и късноминойския период (1550 – 1100 г. пр.н.е.) като от последния датира триетажна внушителна сграда. В северната част на Мохлос има по-късни строежи - укрепления от римския и византийския период като в строежите са използвани стеатит, мрамор, гипс, варовик.
При разкопките са намерени голям брой артефакти, сред които вотивни предмети, сребърен печат, златни накити, каменни вази. Голяма част от тях са изложени в музея в Ираклио.